# Coupe d'Angleterre de football 1921-1922
Navigation
Coupe d'Angleterre 1920-1921 Coupe d'Angleterre 1922-1923
La Coupe d'Angleterre de football 1921-1922 est la 47e édition de la Coupe d'Angleterre, la plus ancienne compétition de football, la Football Association Challenge Cup (généralement connue sous le nom de FA Cup).
Huddersfield Town remporte la compétition pour la première fois de son histoire, battant Preston North End en finale sur le score de 1 à 0 à Stamford Bridge à Londres.

## Compétition

### Quarts de finale
Les quarts de finale ont lieu le 4 mars 1922.
| Équipe 1          | Résultat | Équipe 2          |
| ----------------- | -------- | ----------------- |
| Notts County      | 2 - 2    | Aston Villa       |
| Huddersfield Town | 3 - 0    | Millwall          |
| Arsenal           | 1 - 1    | Preston North End |
| Cardiff City      | 1 - 1    | Tottenham Hotspur |

Match d'appui le 8 mars 1922.
| Équipe 1          | Résultat | Équipe 2     |
| ----------------- | -------- | ------------ |
| Preston North End | 2 - 1    | Arsenal      |
| Tottenham Hotspur | 2 - 1    | Cardiff City |
| Aston Villa       | 3 - 4    | Notts County |

### Demi-finales
Les demi finales ont lieu le 25 mars 1922, tous les matchs ont lieu sur terrain neutre.
| Équipe 1          | Résultat | Équipe 2          |
| ----------------- | -------- | ----------------- |
| Preston North End | 2 – 1    | Tottenham Hotspur |
| Huddersfield Town | 2 - 0    | Notts County      |

### Finale
| Finale de la coupe d'Angleterre 1921-1922 | Huddersfield Town | 1 – 0   | Preston North End | Stamford Bridge, Londres |                      |
| 29 avril 1922                             |                   | (0 – 0) |                   | Spectateurs : 53 000     | Spectateurs : 53 000 |